# Trichophyton soudanense
Trichophyton soudanense är en svampart som beskrevs av Joyeux 1912. Trichophyton soudanense ingår i släktet Trichophyton och familjen Arthrodermataceae.   Inga underarter finns listade i Catalogue of Life.